# Steinbach (Ottweiler)
Steinbach ist ein Stadtteil von Ottweiler im Landkreis Neunkirchen im Saarland. Bis 1973 war Steinbach eine eigenständige Gemeinde unter dem amtlichen Namen Steinbach bei Ottweiler.

## Lage
Steinbach liegt ca. 2 km östlich von Ottweiler. Der Ort ist im Osten und Süden von Wäldern, im Norden und Westen von Feldern umgeben. Der größte Teil des Ortes wurde auf zwei Hügeln erbaut, die Hauptverkehrsstraße liegt zwischen diesen Hügeln. Im Süden grenzt der Ort an das Ostertal. Das ca. 2 km nördlich liegende Wetschhausen gehört seit dem 1. Januar 1959 zu Steinbach.

## Geschichte
Steinbach hatte seit den 1930er Jahren einen behelfsmäßig angelegten kleinen Haltepunkt nördlich des Ortes, der Steinbach über die Ostertalbahn mit Ottweiler und Schwarzerden verband. Dessen Gebäude wurde jedoch im Zweiten Weltkrieg vollständig zerstört. Der Haltepunkt selbst wurde im Mai 1960 aufgegeben.
Erst in den 1950ern wurden die Straßen in Steinbach asphaltiert (die Hauptstraße war natürlich schon vorher asphaltiert worden). Seitdem verkehren in Steinbach Busse der NVG (Linie 302/304, Ottweiler Bahnhof – Hanauer Mühle, von dort kann man mit dem Bus bis nach Neunkirchen fahren).
Zwischen 2005 und 2009 wurden Mängel an der Kirche (Steinbach hat nur eine evangelische Kirche) festgestellt: der Glockenturm war teilweise einsturzgefährdet, das Dach war undicht. Inzwischen sind diese Mängel jedoch behoben worden.
In Steinbach existierte auch mal eine Grundschule, diese wurde jedoch 2005 geschlossen. Seitdem gibt es nur noch einen Kindergarten.
Im Jahr 2001 wurde damit begonnen, im östlichen Teil des Dorfes ein Neubaugebiet anzulegen, welches sich vom Friedhof (Ortseingang) bis zum angrenzenden Wald auf der gegenüberliegenden Seite des Ortes erstreckt. Die ersten Häuser entstanden 2002/2003.
Steinbach hat ca. 1300 Einwohner. Die Bevölkerung ist überwiegend evangelisch.
Seit dem 1. Januar 1974 ist Steinbach ein Stadtteil von Ottweiler.

## Sport
Steinbach hat einen eigenen Fußballverein, den TuS Steinbach und auch einen eigenen Fußballplatz. Des Weiteren gibt es eine Handballmannschaft.

## Verschiedenes

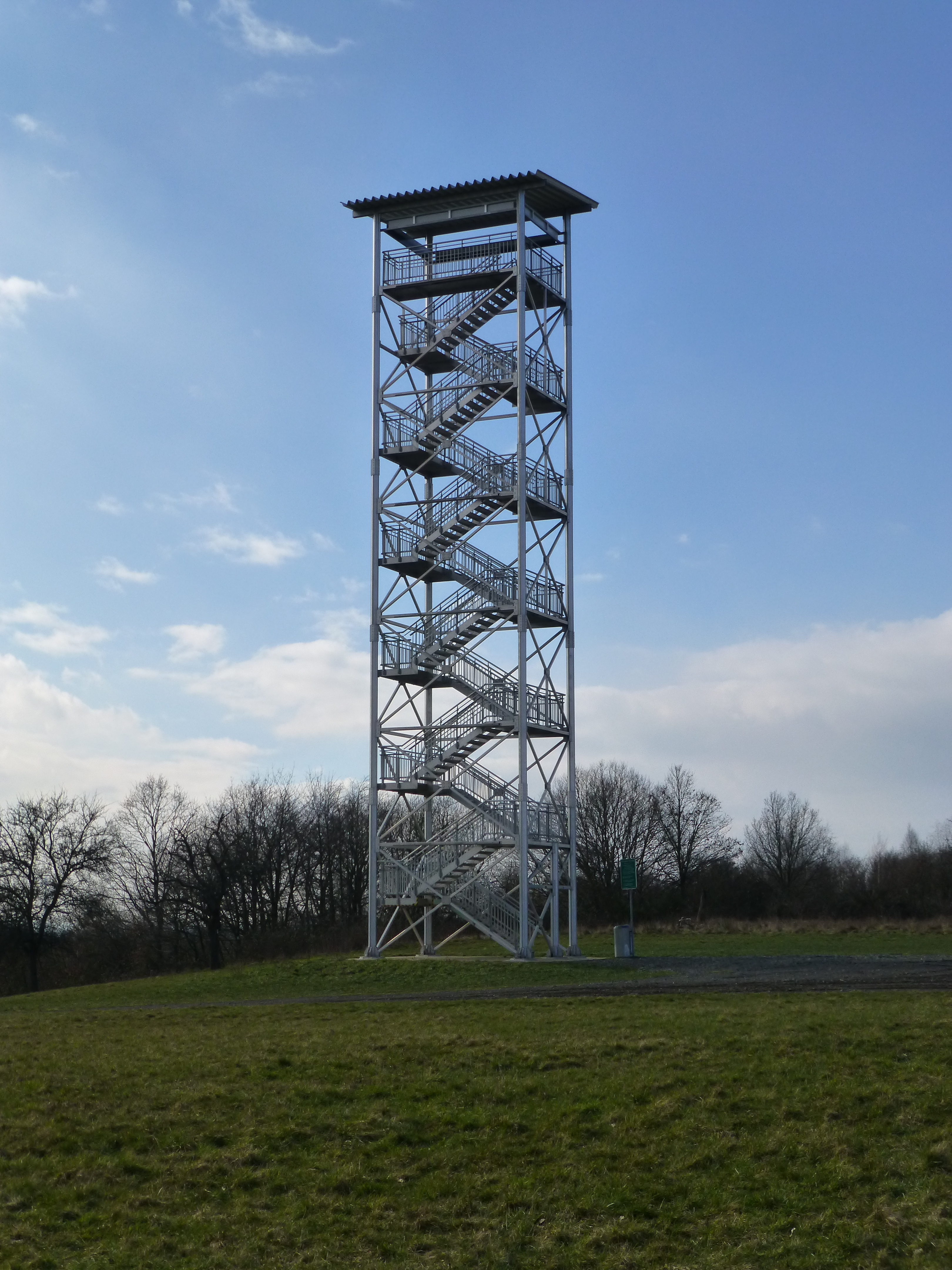
Panoramaturm Betzelhübel westlich von Steinbach

- Da Steinbach höher liegt als die meisten anderen Dörfer und Städte im Umkreis, ist der Ort meistens einer der ersten im Saarland, in denen im Winter Schnee liegt. So konnte es auch vorkommen, dass Schüler aus dem zugeschneiten Steinbach nicht mehr zu den weiterführenden Schulen in Ottweiler kommen konnten, während zwei Kilometer weiter in Ottweiler gar kein Schnee lag.
- In Steinbach existiert seit 2009/2010 der Premiumwanderweg „Steinbachpfad“,[3] der am 2013 errichteten Panoramaturm Betzelhübel[4] vorbeiführt. Unweit des Aussichtsturms beginnt außerdem die ca. 4 km lange Mountainbike-Route Flowtrail Ottweiler.[5]